# Nguyễn Trung Đại Dương
Nguyễn Trung Đại Dương, tên khai sinh Suleiman Oladoja Abdullahi (sinh ngày 9 tháng 2 năm 1986), là cầu thủ bóng đá người Nigeria nhập quốc tịch Việt Nam, chơi ở vị trí tiền đạo.
Suleiman từng chơi cho 14 câu lạc bộ khác nhau trong 15 mùa giải tại Việt Nam. Cuối năm 2016, anh chính thức có quốc tịch Việt Nam với tên tiếng Việt là Nguyễn Trung Đại Dương.

## Sự nghiệp câu lạc bộ
Suleiman từng thi đấu cho rất nhiều câu lạc bộ ở Việt Nam như Quân khu 4, The Vissai Ninh Bình, Navibank Sài Gòn, An Giang, XSKT Đà Lạt Lâm Đồng, Xuân Thành Sài Gòn, Kiên Giang, Becamex Bình Dương,...
Mùa giải 2008, Suleiman và Lazaro (Brasil) đã ghi được 22 bàn thắng và giúp câu lạc bộ Quân khu 4 có tấm vé đá V.League 2009.
Trải qua nhiều mùa giải với rất nhiều đội bóng khác nhau, cuối cùng anh về chơi cho Quảng Nam ở mùa giải V.League 2015. Cuối năm 2016, anh chính thức nhập tịch Việt Nam, trở thành công dân mang 2 quốc tịch.
Cuối năm 2021, Đại Dương có thêm một lần nữa tái hợp với huấn luyện viên Vũ Quang Bảo khi chuyển tới khoác áo câu lạc bộ giải hạng Nhất Công An Nhân Dân. Ngày 16 tháng 3 năm 2022, anh ghi bàn thắng đầu tiên cho câu lạc bộ mới khi sút tung lưới đội bóng cũ Quảng Nam ở  trận đấu bù vòng 1 của giải Hạng nhất quốc gia 2022.

## Danh hiệu
Becamex Bình Dương
- V.League 1: 2014

Quảng Nam
- V.League 1: 2017
- Siêu cúp quốc gia: 2017

Công An Nhân Dân
- V.League 2: 2022